# Bogdan Cepuder
Bogdan Cepuder, slovenski novinar, publicist in urednik, * 7. november 1924, Melinci, † 5. december 1984, Ljubljana.
Leta 1941 je bil izgnan v Srbijo, kjer se je 1944 pridružil narodnoosvobodilni borbi in bil na v bojih na sremski fronti hudo ranjen. Po osvoboditvi je delal v mladinski organizaciji, na okrožnem sodišču in okrožnem komiteju KPS v Ljubljani. Od 1956 je bil urednik, nato odgovorni urednik (1963-1974) ter glavni urednik (1974-1983) revije Naši razgledi. V svojih  člankih je obravnaval predvsem mednarodno delavsko gibanje. Za življenjsko delo je prejel Tomšičevo nagrado.